# Suor Germana
Suor Germana, nome claustrale di Martina Consolaro (Crespadoro, 3 luglio 1938 – Caidate, 7 marzo 2020), è stata una religiosa e scrittrice italiana, autrice di numerosi libri di cucina.

## Biografia
Nata nella frazione Durlo del comune veneto di Crespadoro, all'età di dodici anni lasciò la propria casa e a quattordici prese servizio come domestica presso un'agiata famiglia di Torino. 
Entrò diciannovenne tra le suore del Famulato Cristiano, fondate con il fine di tutelare le giovani lavoratrici. Venne destinata dalla congregazione all'insegnamento e assegnata a una scuola per fidanzati, dove insegnò cucina: nel 1983 scrisse il primo dei suoi libri di ricette, Quando cucinano gli angeli (32 ristampe e 2 milioni di copie vendute in Italia, tradotto poi in 16 lingue), cui fece seguito – a partire dal 1987 – la pubblicazione annuale dell'Agenda di suor Germana.
Dopo una malattia e un periodo di riflessione durato alcuni anni, lasciò la sua congregazione e nel 1994 entrò nell'Ordo virginum.
Collaborò con Radio Maria e con le riviste Famiglia Cristiana e Visto, partecipando inoltre come ospite a numerose trasmissioni televisive quali Mi manda Lubrano, Forum, I fatti vostri, Festival di Sanremo 1999, Uno Mattina, Domenica In e Cominciamo bene.
Suor Germana è morta a 81 anni il 7 marzo 2020, presso la casa di riposo San Gaetano dell'Opera Don Guanella a Caidate di Sumirago dove viveva da tempo .
La sua salma oggi riposa nel cimitero di Caronno Varesino.

## Opere
- Quando cucinano gli angeli, Casale Monferrato, Piemme, 1983.
- Le grandi feste in famiglia, presentazione di Edoardo Raspelli, Casale Monferrato, Piemme, 1985.
- Marmellate, conserve, liquori, con la collaborazione di Enrica Chiapparelli Zaccone, Casale Monferrato, Piemme, 1988. ISBN 88-384-1266-9.
- I dolci. Ricette & segreti. Come preparare ottimi dolci casalinghi e tradizionali, con la collaborazione di Savina Roggero, Casale Monferrato, Piemme, 1990. ISBN 88-384-1443-2.
- Le buone ricette dei conventi. Consigli, trucchi e segreti per una cucina sana e genuina, con la collaborazione di Emilia Valli, Casale Monferrato, Piemme, 1991. ISBN 88-384-1607-9.
- La cucina per chi ha fretta, con la collaborazione di Emilia Valli, Casale Monferrato, Piemme, 1993. ISBN 88-384-1898-5.
- 1000 trucchi per la casa. Pulizia, macchie, pollice verde, salute, risparmio, bellezza naturale, galateo, animali in casa…, Casale Monferrato, Piemme, 1994. ISBN 88-384-2190-0.
- La cucina facile di suor Germana, con la collaborazione di Emilia Valli, Casale Monferrato, Piemme, 1994.
- I miei primi piatti. La guida tutta illustrata per preparare e presentare magnifiche ricette, Casale Monferrato, Piemme, 1995. ISBN 88-384-2286-9.
- Il grande libro della cucina facile. La guida tutta illustrata per preparare e presentare magnifiche ricette, Casale Monferrato, Piemme, 1996. ISBN 88-384-2461-6.
- Il pane dell'anima, con Marta Bellini, Milano, Sperling & Kupfer, 1997. ISBN 88-200-2417-9.
- Bambini in cucina, disegnato, colorato e sceneggiato da Vince Ricotta, Torino, Piccoli, 1997. ISBN 88-261-5347-7.
- In cucina con suor Germana per una tavola facile e felice

I, Le ricette del sole, Novara-Casale Monferrato, De Agostini-Piemme, 1997.
II, Ricette per i giorni di festa, Novara-Casale Monferrato, De Agostini-Piemme, 1994. ISBN 88-415-2154-6.
III, Ricette per risparmiare, Novara, De Agostini, 1995. ISBN 88-415-2155-4.
IV, Ricette veloci, Novara, De Agostini, 1995. ISBN 88-415-2156-2.
V, Il mare in tavola, Novara-Casale Monferrato, De Agostini-Piemme, 1995. ISBN 88-415-2565-7.
VI, Pizze e piatti unici, Novara-Casale Monferrato, De Agostini-Piemme, 1997. ISBN 88-415-2591-6.
VII, Ricette tradizionali italiane, Novara-Casale Monferrato, De Agostini-Piemme, 1997. ISBN 88-415-2750-1.
VIII, Ricette da tutto il mondo, Novara-Casale Monferrato, De Agostini-Piemme, 1997. ISBN 88-415-2800-1.
IX, Dolci e golosità, Novara-Casale Monferrato, De Agostini-Piemme, 1997. ISBN 88-415-2907-5.
X, Ricette rustiche, Novara-Casale Monferrato, De Agostini-Piemme, 1997. ISBN 88-415-2989-X.
XI, Ricette vegetariane, Novara-Casale Monferrato, De Agostini-Piemme, 1997. ISBN 88-415-3030-8.
XII, In tavola all'aperto, Novara-Casale Monferrato, De Agostini-Piemme, 1997. ISBN 88-415-3031-6.
XIII, Le buone paste italiane, Novara-Casale Monferrato, De Agostini-Piemme, 1997. ISBN 88-415-3137-1.
XIV, Carni in tutte le salse, Novara-Casale Monferrato, De Agostini-Piemme, 1997. ISBN 88-415-3194-0.
XV, Marmellate e conserve, Novara-Casale Monferrato, De Agostini-Piemme, 1997. ISBN 88-415-3333-1.
- Il Natale ritrovato. Far festa in famiglia con i menù per Natale, Capodanno ed Epifania, Milano, Àncora, 1998. ISBN 88-7610-719-3.
- Il meglio della cucina di suor Germana. 400 ricette dall'antipasto al dolce, Novara, De Agostini, 2001. ISBN 88-415-9656-2.
- Non di solo pane... ma anche di ghiottonerie vive l'uomo, Milano, Rizzoli, 2001. ISBN 88-17-12575-X.
- Oggi cucino risparmiando... nonostante l'euro, Casale Monferrato, Piemme, 2005. ISBN 88-384-6673-4.
- Le ricette del buon Dio. Prelibatezze della natura, Casale Monferrato, Piemme, 2006. ISBN 88-384-6689-0.
- La cucina degli angioletti, Casale Monferrato, Piemme, 2007. ISBN 978-88-384-6841-4.
- Mangiare da Papa. [Ricette, aneddoti e ricordi dalla vita di Benedetto XVI], con Ute Plock, Novara, De Agostini, 2010. ISBN 978-88-418-6193-6.
- Il ricettario di Suor Germana: 30 anni di cucina casalinga,  Novara, De Agostini, 2016. ISBN 978-88-511-4244-5.